# Tètovo
Tètovo (macedoni:Теtobo; albanès: Tetovë/Tetova) és una ciutat del nord-oest de Macedònia del Nord, situada al peu de la muntanya Šar i travessada pel riu Pena. La ciutat cobreix una àrea de 261,8 km² a 468 m. d'altitud sobre el nivell del mar.
Tètovo va ser fundada al segle XIV en el lloc on existia l'antiga ciutat d'Oeneon. Als segles XIV I XV, la ciutat va ser conquerida pels otomans i dominada durant cinc segles. La majoria dels habitants de la ciutat es van passar a la religió islàmica i s'inicià la construcció d'edificacions d'estil otomà, com ara la Šarena Džamija (la mesquita pintada) i l'Arabati Baba Teḱe, que són encara dos dels llocs de referència més importants d'aquesta època a Macedònia del Nord.Durant aquest període, el lloc va ser una provincia (Vilaiat) depenent de Kosovo dins l'Imperi Otomà, i es va convertir en una important fàbrica d'armes de foc, passant a anomenar-se Kalkandelen (turc). La indústria va atraure molts treballadors i es va convertir en una ciutat. Després de les dues guerres mundials, Tètovo va quedar dins de Iugoslàvia i, més tard, de la República de Macedònia.

### Economia
En l'economia, Tètovo és una ciutat desenvolupada de Macedònia del Nord, amb presència d'empreses multinacionals (Ecolog International, Mercure Tetovo, Renova, Kipper). La ciutat s'està expandint com a àrea urbana i el 2017 patia problemes de planejament urbanistic i contaminació.

### Població per ètnia/nacionalitat
La ciutat és l'indret més multiètnic del país. A l'últim cens (2021), Tètovo comptava amb 84.770 habitants, on 60.460 eren albanesos, 15.529 macedonis, 1.885 gitanos, 1.746 turcs, 256 serbis, 189 bosnians i 11 valacs.

### Llengües
Els habitants parlen més d'una llengua diferent de la materna: macedoni, albanès, romaní, turc, serbi, croat i altres llengües menys representades, són usades actualment pels nadius i veïns de Tètovo.